# ویلیام مورتون ویلر

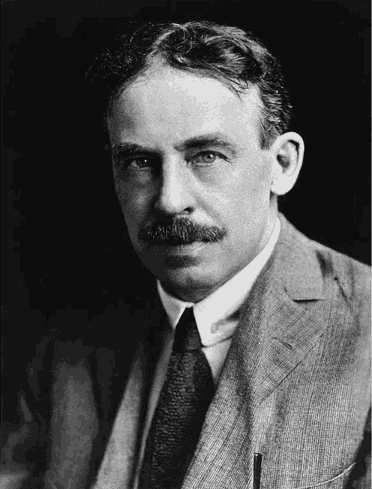
ویلیام مورتون ویلر - ۱۹۱۰

ویلیام مورتون ویلر (به انگلیسی: William Morton Wheeler) (زاده ۱۹ مارس ۱۸۶۵- درگذشته ۱۹ آوریل ۱۹۳۷) دانشمند، حشره‌شناس و مورچه‌شناس آمریکایی بود. ویلر از استادان دانشگاه هاروارد بود.